# Scraps at Midnight
Scraps at Midnight je třetí sólové studiové album amerického zpěváka Marka Lanegana. Vydáno bylo 21. července roku 1998 společnostmi Sub Pop a Beggars Banquet Records. Spolu s Laneganem jej produkoval Mike Johnson. Jedním ze zvukových inženýrů, kteří se na nahrávání desky podíleli, byl Jack Endino.

## Seznam skladeb
| Pořadí | Název                 | Délka |
| ------ | --------------------- | ----- |
| 1.     | Hospital Roll Call    | 2:58  |
| 2.     | Hotel                 | 3:10  |
| 3.     | Stay                  | 3:29  |
| 4.     | Bell Black Ocean      | 2:43  |
| 5.     | Last One in the World | 4:24  |
| 6.     | Wheels                | 4:35  |
| 7.     | Waiting on a Train    | 4:32  |
| 8.     | Day and Night         | 3:16  |
| 9.     | Praying Ground        | 3:07  |
| 10.    | Because of This       | 8:19  |

## Obsazení
- Mark Lanegan – zpěv
- Phil Sparks – kontrabas
- Tad Doyle – bicí
- Terry Yohn – harmonika
- J Mascis – klavír
- Mike Stinette – saxofon
- Liz Burns – hlas
- Dave Catching
- Fred Drake
- Keni Richards
- Mike Johnson
- Paul Solger Dana